# Bulbophyllum crassifolium
Bulbophyllum crassifolium é uma espécie de orquídea (família Orchidaceae) pertencente ao gênero Bulbophyllum. Foi descrita por George Henry Kendrick Thwaites e Henry Trimen em 1885.